# Largo da Misericórdia
El Largo da Misericórdia es un espacio público ubicado en el barrio Centro en la Zona Central de la ciudad de Río de Janeiro, Brasil. Forma parte de la Orla Conde, un paseo público que bordea la bahía de Guanabara.
Es el "largo" más antiguo de la ciudad habiendo sido reinaugurado el 29 de mayo del 2016 luego de ser reurbanizado.  La revitalización del largo fue hecha en el contexto de Porto Maravilha, una operación urbana que busca revitalizar la Zona Portuaria de Río de Janeiro.
El largo recibió su nombre por estar ubicado en el lugar del antiguo barrio de la Misericordia, donde se irguieron las primeras instituciones de la ciudad, transferidas por Mem de Sá de pies del Pão de Açúcar para ese barrio en 1567. Debido a diversos episodios, como la demolición del Morro do Castelo y la construcción del Elevado da Perimetral, el antiguo barrio entró progresivamente en decadencia, haciéndose cada vez más marginal.
Antes de la reconstrucción del largo, en el lugar se encontraba el Terminal Rodoviário de la Misericórdia, donde 40 líneas municipales de omnibuses tenían su paradero final. El terminal fue cerrado el día 23 de noviembre del 2014 para recibir el nuevo largo, haciendo que los puntos finales de las líneas transferidos para lugares próximos al extinto terminal.